# Nová pinakotéka
Nová pinakotéka (německy Neue Pinakothek) v Mnichově je galerie věnovaná výtvarnému umění 19. století. Byla založena roku 1853 králem Ludvíkem I. Bavorským jako první muzeum moderního umění na světě. Budovu v blízkosti Staré pinakotéky navrhli Friedrich von Gärtners a August von Voit. Spravuje asi 6000 uměleckých děl a od roku 1915 je součástí Bavorských státních sbírek malířského umění (Bayerische Staatsgemäldesammlungen).

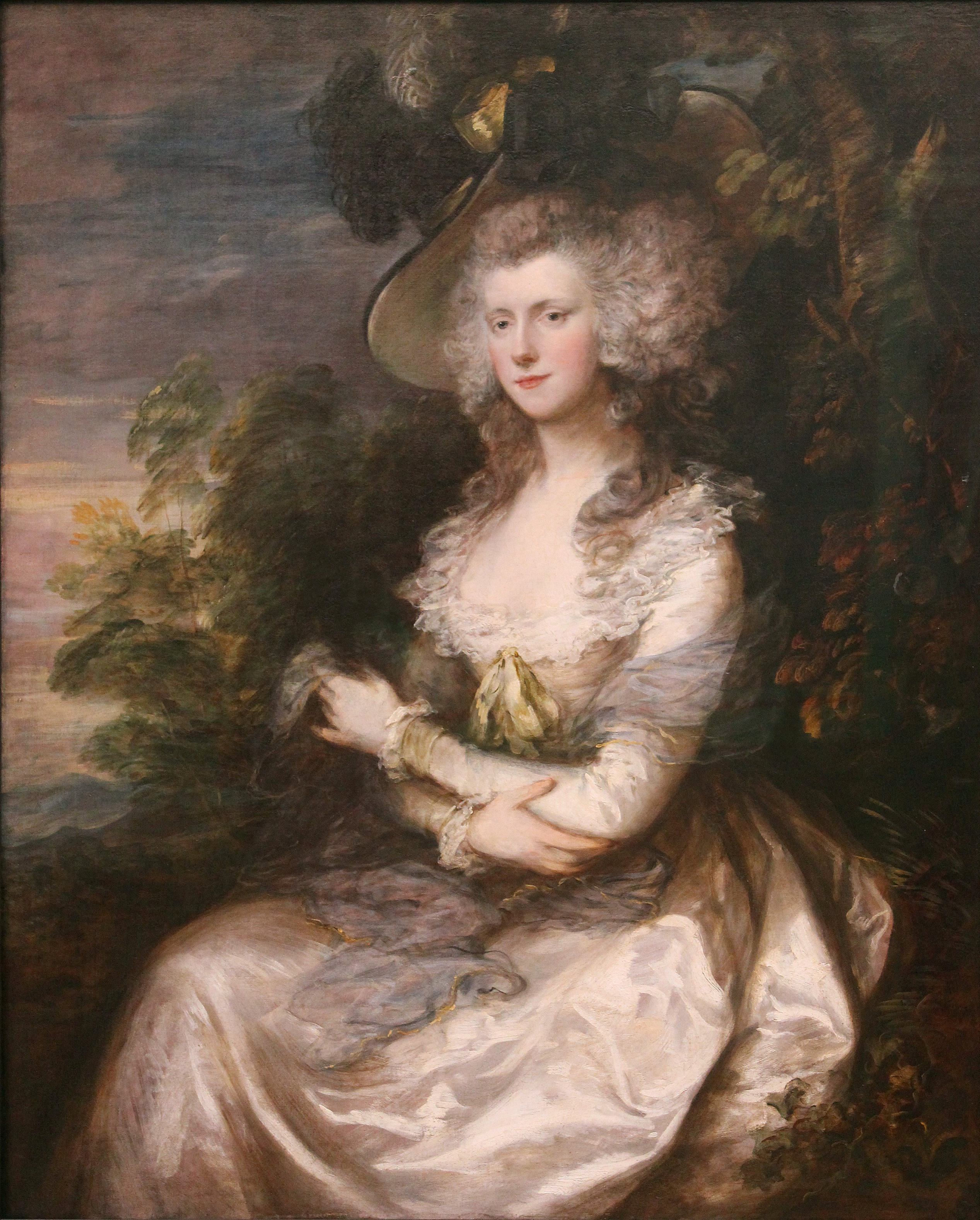
Thomas Gainsborough: Mrs. Thomas Hibbert (1786)
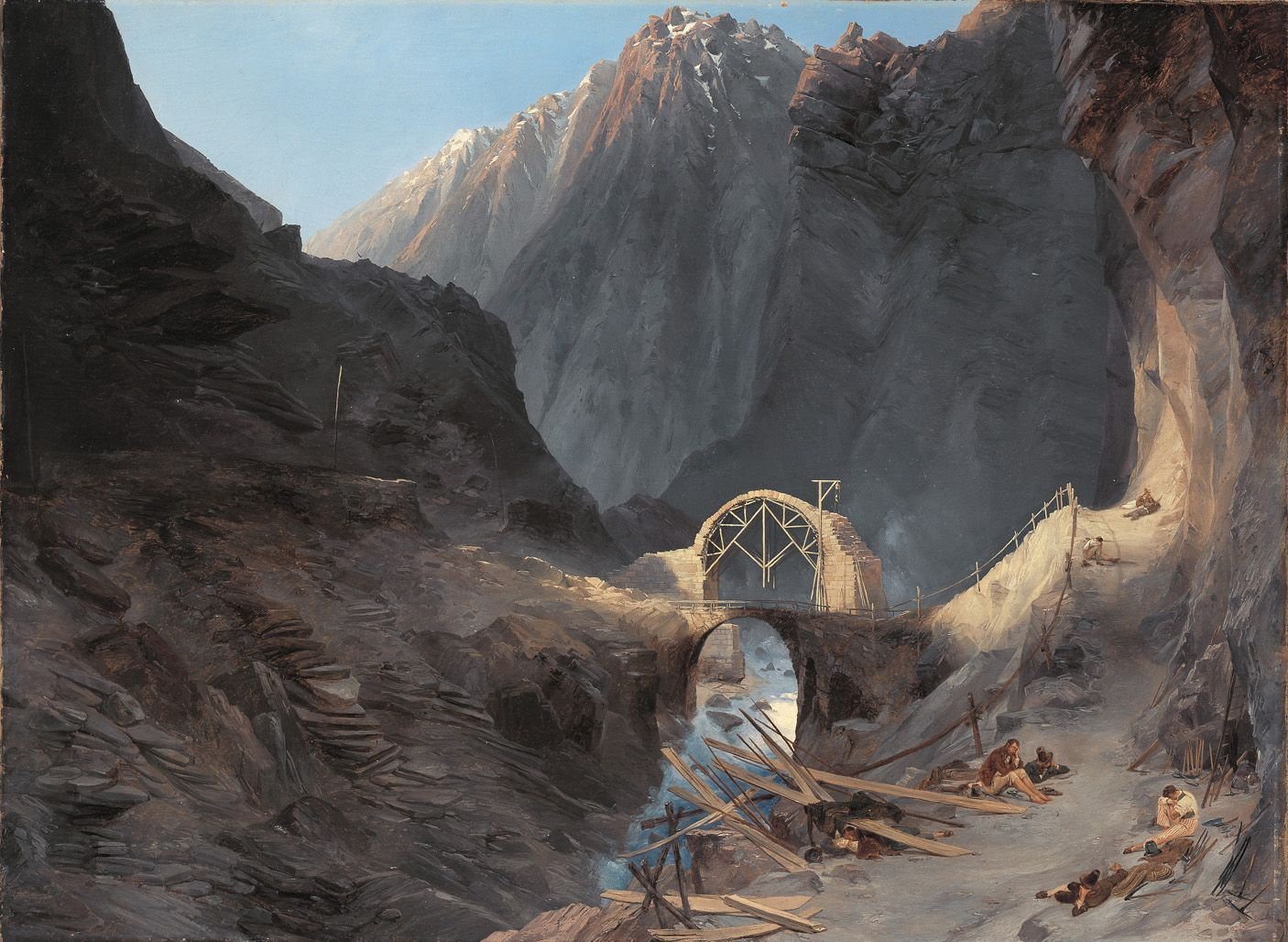
Carl Blechen: Stavba Čertova mostu (1830/32)
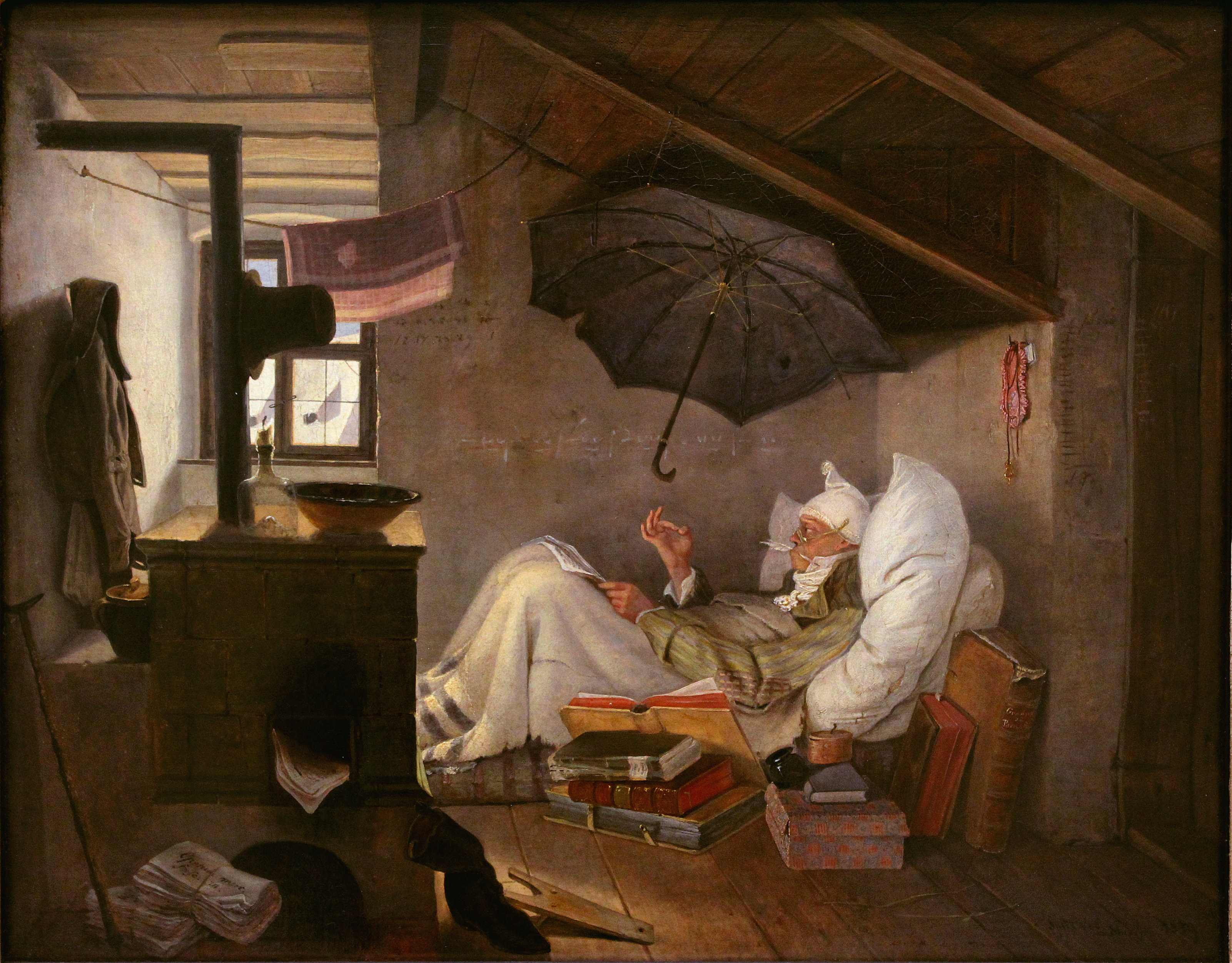
Carl Spitzweg: Chudý básník (1839)
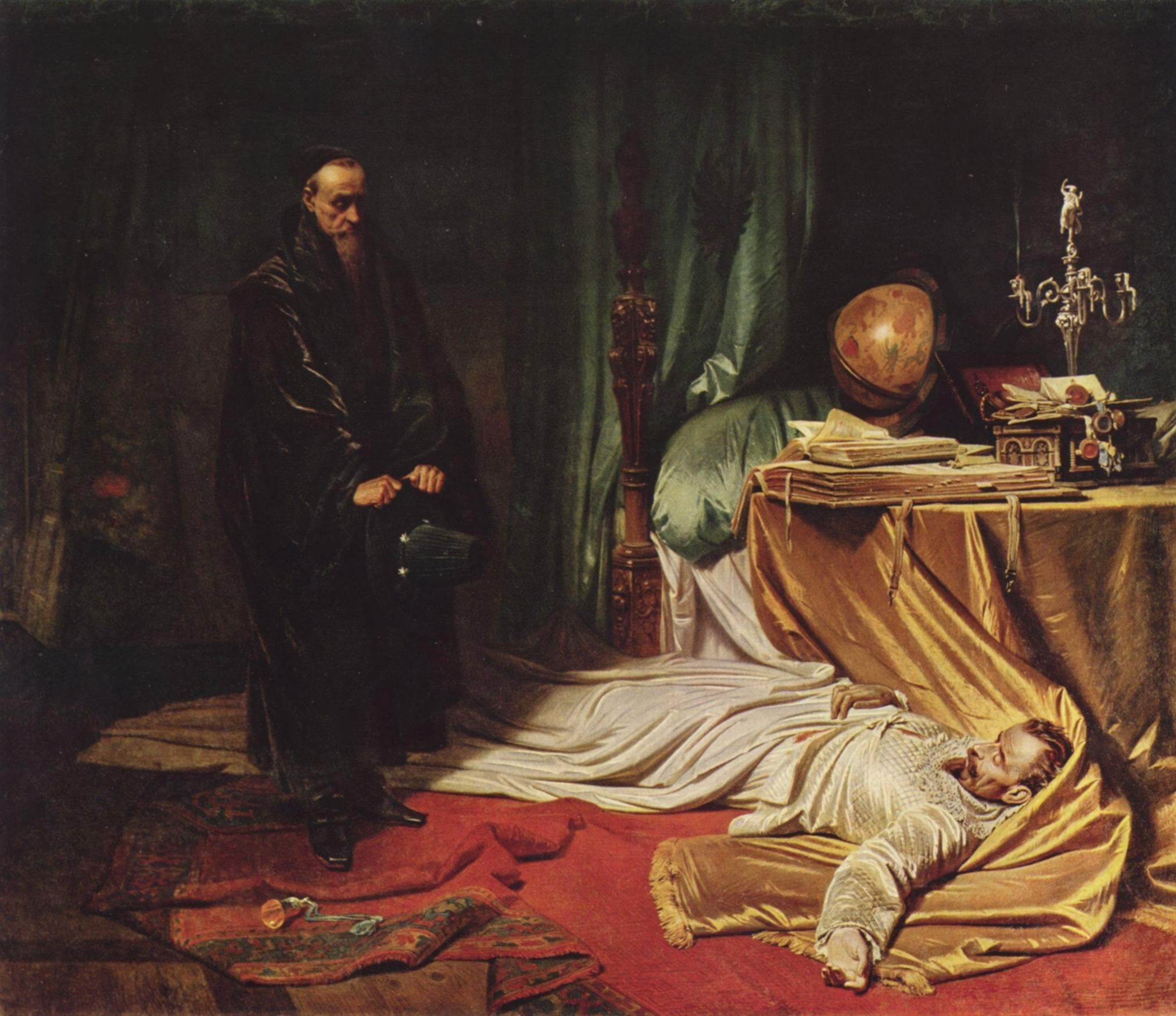
Carl Theodor von Piloty: Seni u Valdštejnovy mrtvoly (1855)
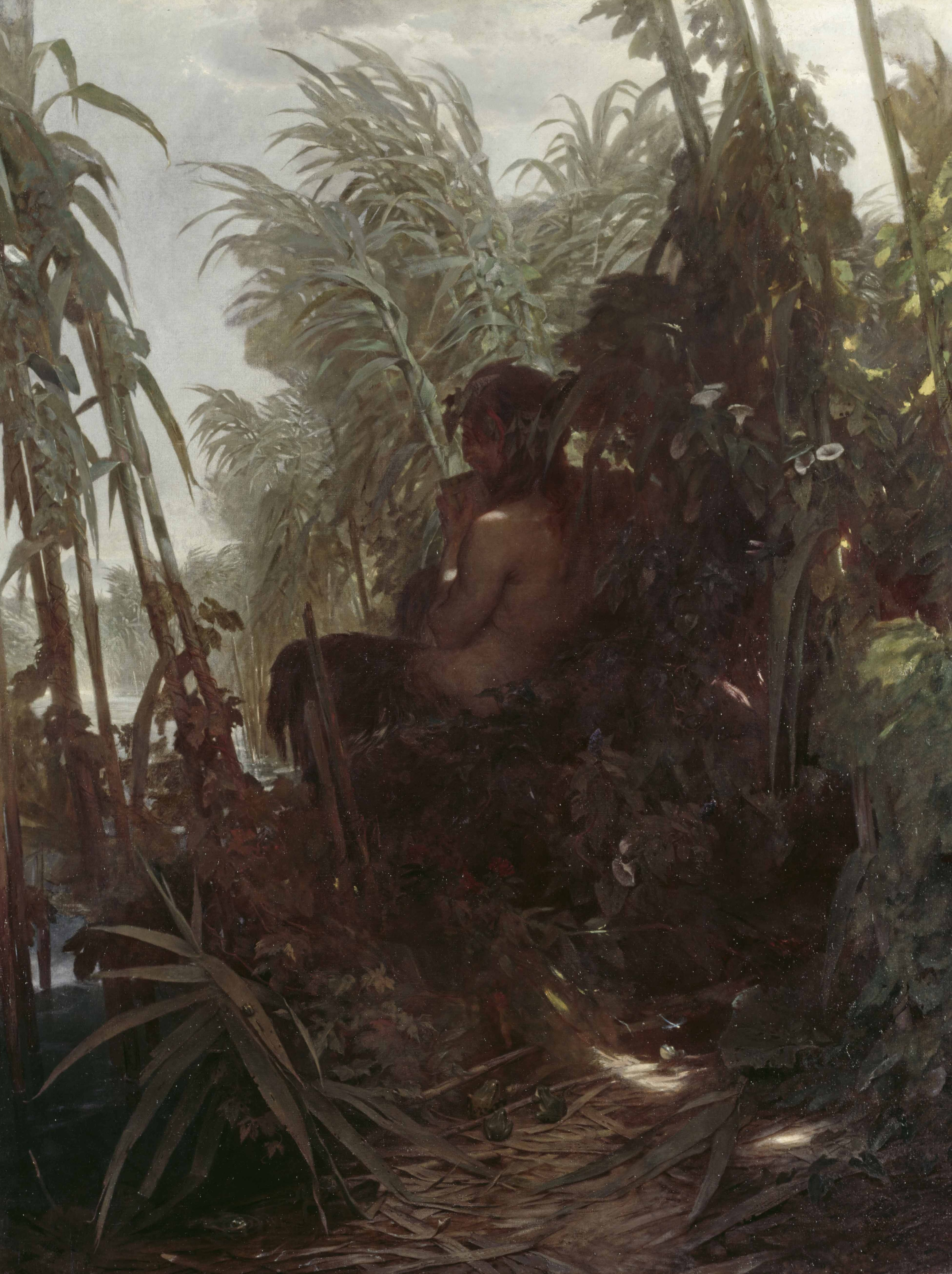
Arnold Böcklin: Pan v rákosí (1858)
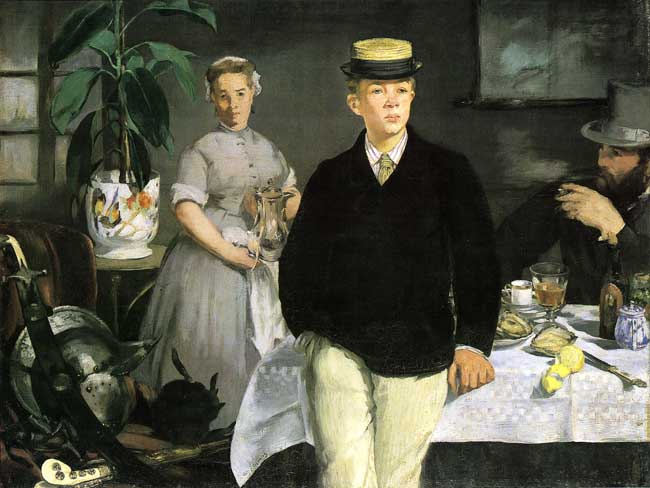
Édouard Manet: Snídaně v atelieru (Le déjeuner dans l’atelier) (1868)
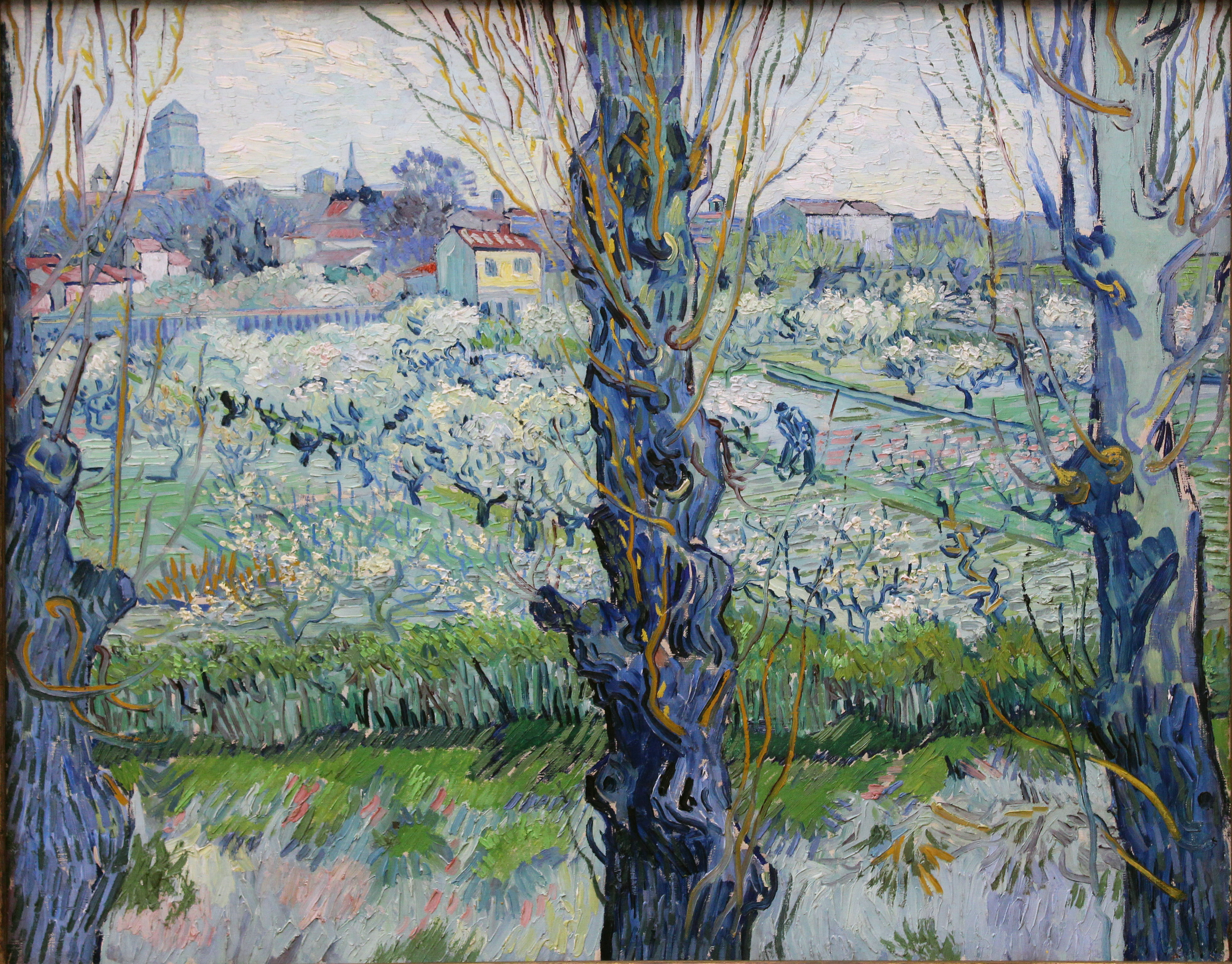
Vincent van Gogh: Pohled na Arles (1889)
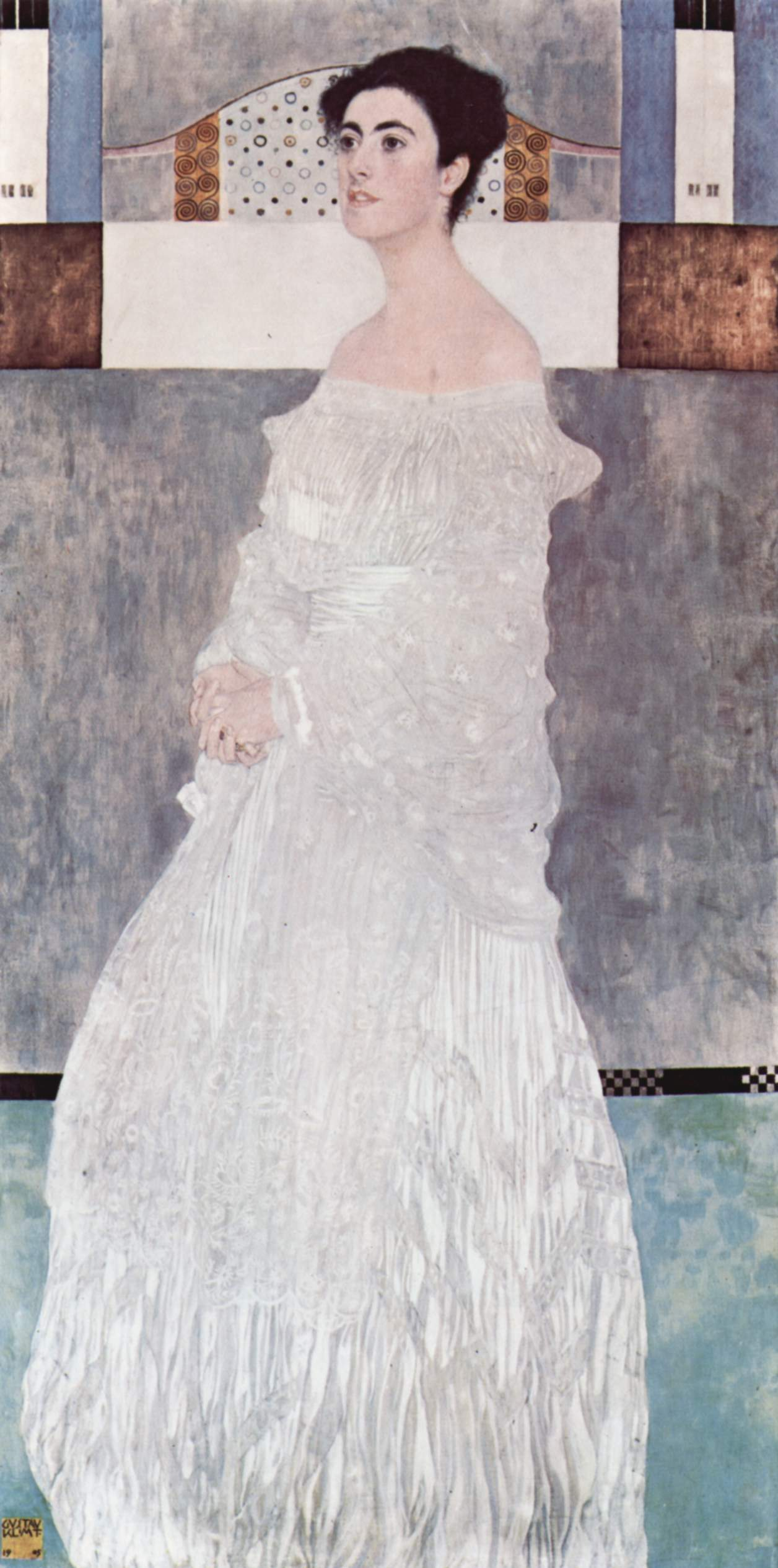
Gustav Klimt: Margaret Stonboroughová-Wittgensteinová (1905)
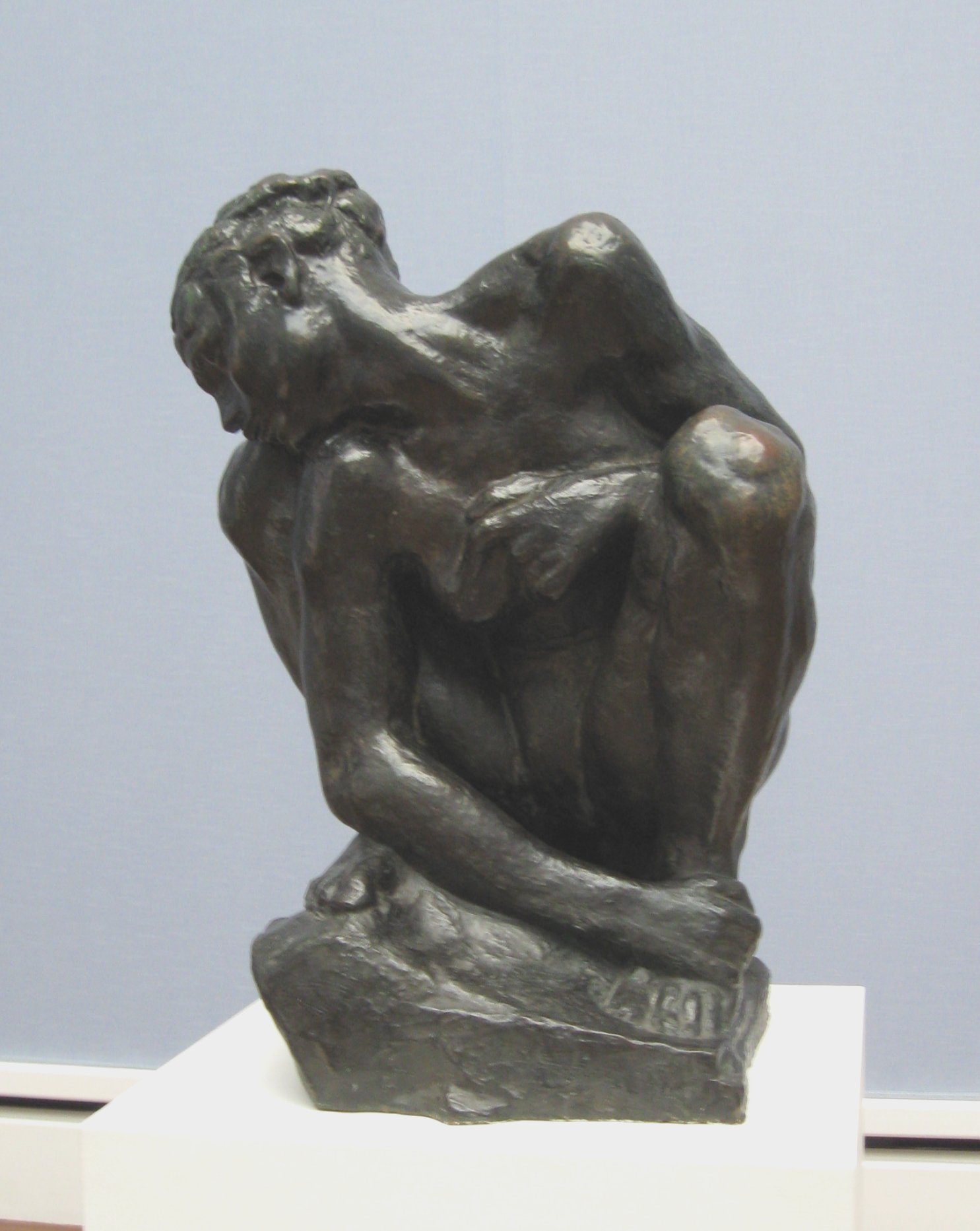
Auguste Rodin: Dřepící dívka (1880/82)